# 塞纳河畔罗尼
塞纳河畔罗尼（法語：Rosny-sur-Seine，法語發音：[ʁoni syʁ sɛn]）是法国中北部法兰西岛大区伊夫林省的一个市镇，属于芒特拉若利区。 

## 地理
塞纳河畔罗尼（48°59'59"N, 1°37'54"E）面积19.36 平方千米，位于法国法蘭西島大區伊夫林省，该省份为法国北部内陆省份，北起瓦兹河谷省，西接厄尔省，西南接厄尔-卢瓦省，东南接埃松省，东临上塞纳省。
与塞纳河畔罗尼接壤的市镇（或旧市镇、城区）包括：塞纳河畔博尼耶尔、比什莱、盖尔讷、茹伊莫瓦森、洛穆瓦、芒特拉若利、罗勒布瓦斯、圣伊利耶城。

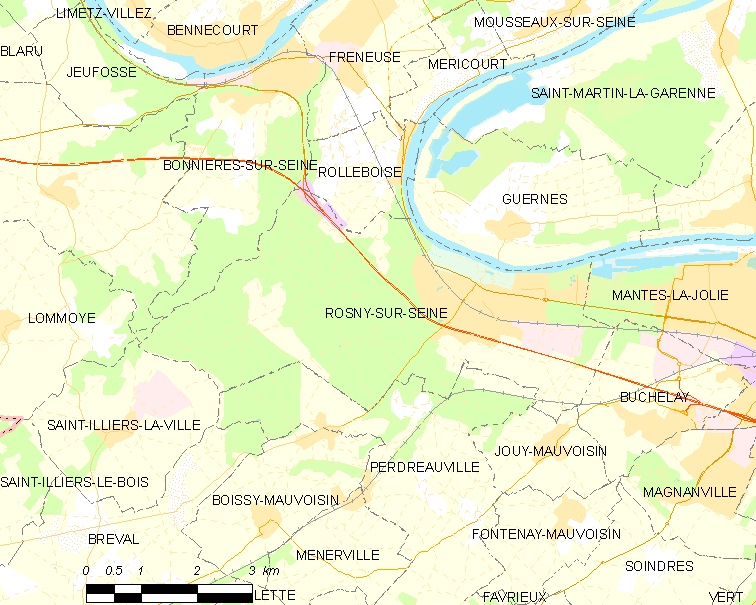
塞纳河畔罗尼的OSM定位图

塞纳河畔罗尼的时区为UTC+01:00、UTC+02:00（夏令时）。

## 行政
塞纳河畔罗尼的邮政编码为78710，INSEE市镇编码为78531。

## 政治
塞纳河畔罗尼所属的省级选区为芒特拉若利县。

## 人口

1962-2008年间塞纳河畔罗尼人口变化图示

塞纳河畔罗尼于2022年1月1日时的人口数量为7041人。